# Spatule blanche
Platalea leucorodia
Espèce
Statut CITES
Statut de conservation UICN

 LC  : Préoccupation mineure
La Spatule blanche (Platalea leucorodia) est une espèce d'oiseaux échassiers de la famille des Threskiornithidae.

## Description
Ce grand échassier blanc, doté d'une élégante crête retombante, a un long bec en forme de spatule d'où son nom. Il mesure 88 cm de longueur pour une envergure de 130 cm.

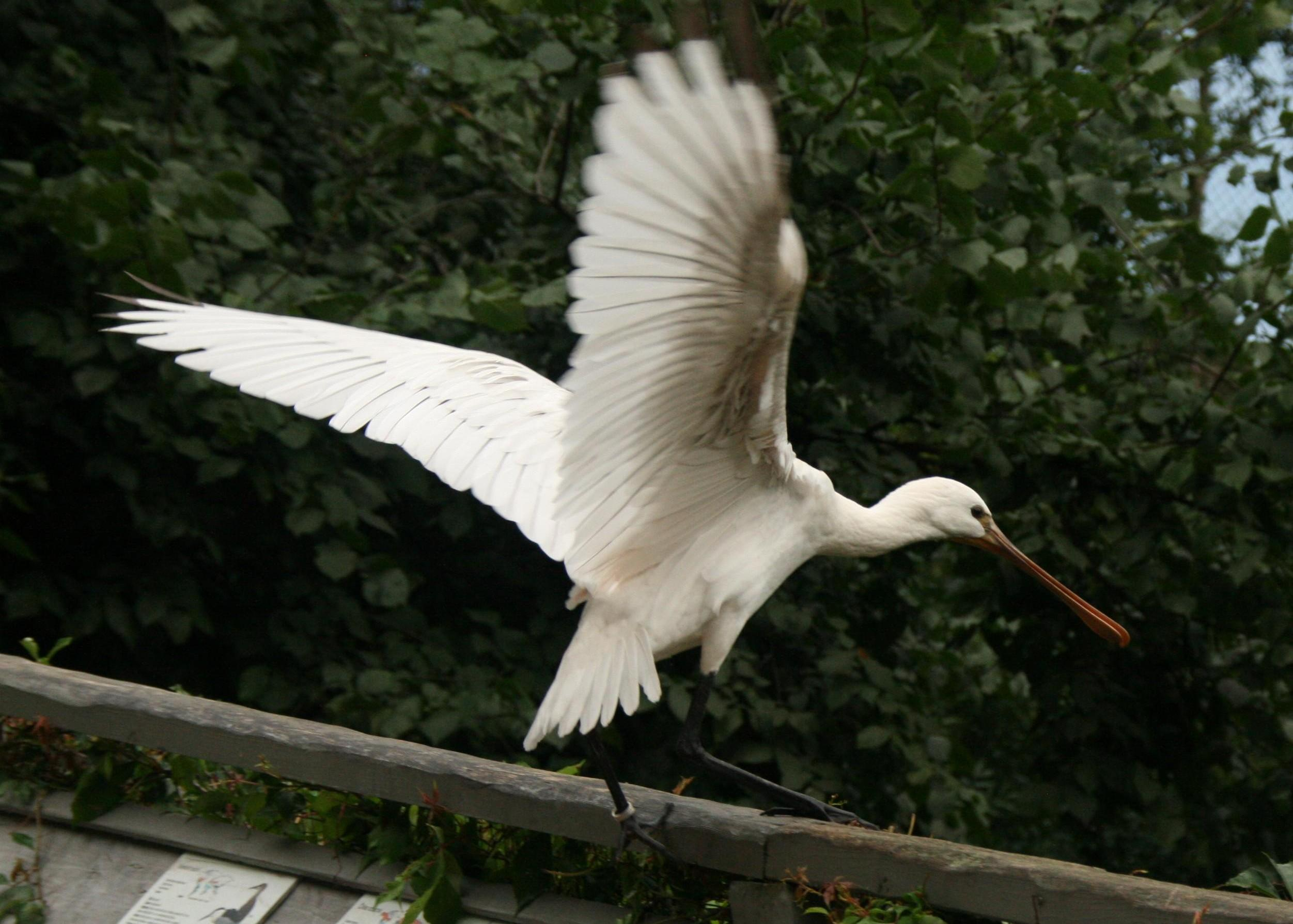

À la différence des hérons et aigrettes, la Spatule blanche vole cou tendu.

## Comportement

### Alimentation
Cet oiseau mange de petits poissons, des crustacés et des insectes aquatiques. Son bec lui permet aussi de remuer la vase et d'avaler du plancton.

### Nidification
Son nid est une plate-forme constituée de branches, de roseaux et d'herbes. Il est au sol, dissimulé dans les roseaux, ou perché dans un arbuste ou un arbre. La Spatule blanche vit en colonies, et se mêle rarement à d'autres espèces. Cet oiseau pond 3 à 4 œufs entre avril et juillet en une seule ponte. 

Reproduction de la spatule blanche
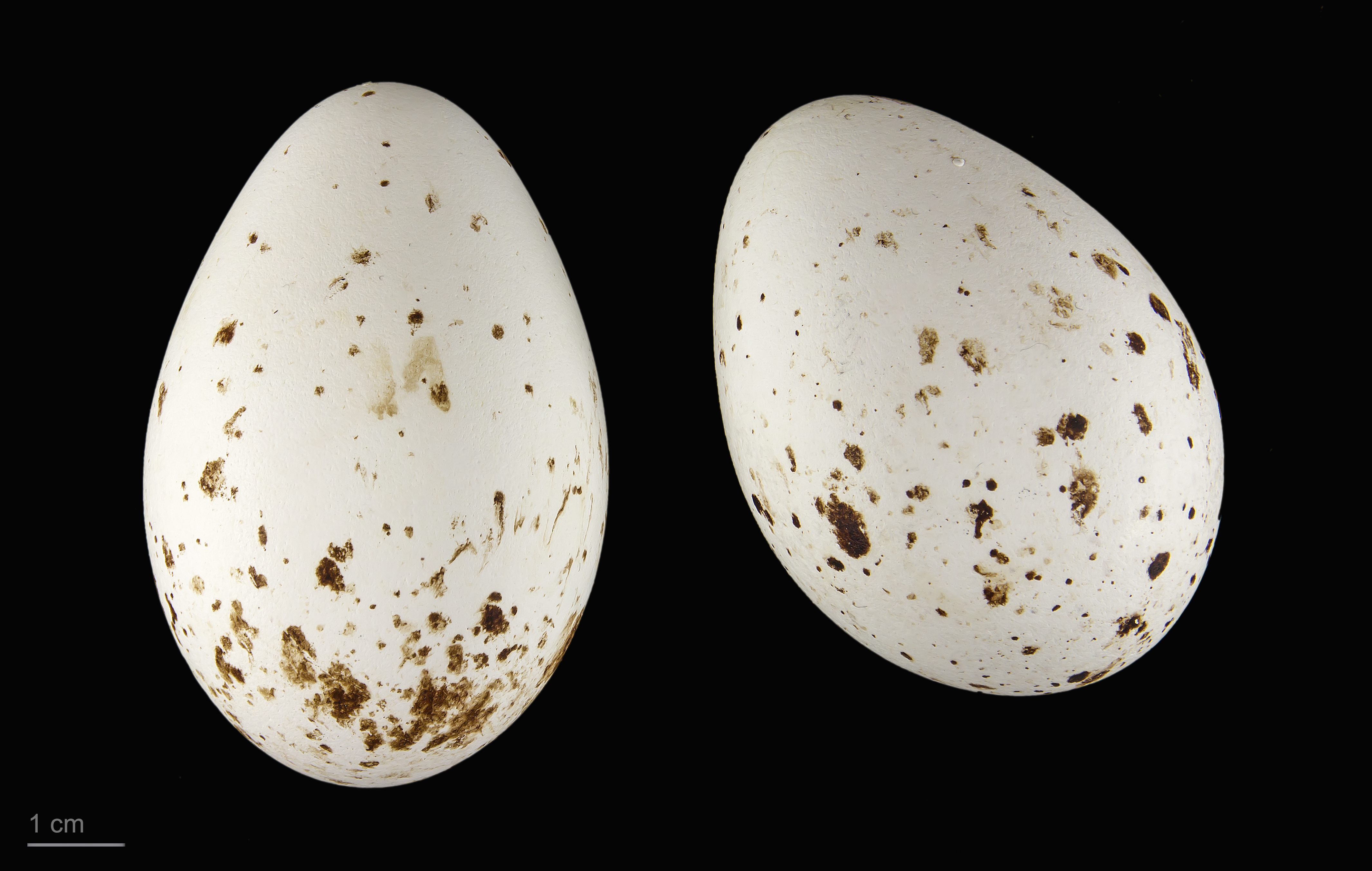
Œuf de spatule blanche, Muséum d'Histoire Naturelle de Toulouse.
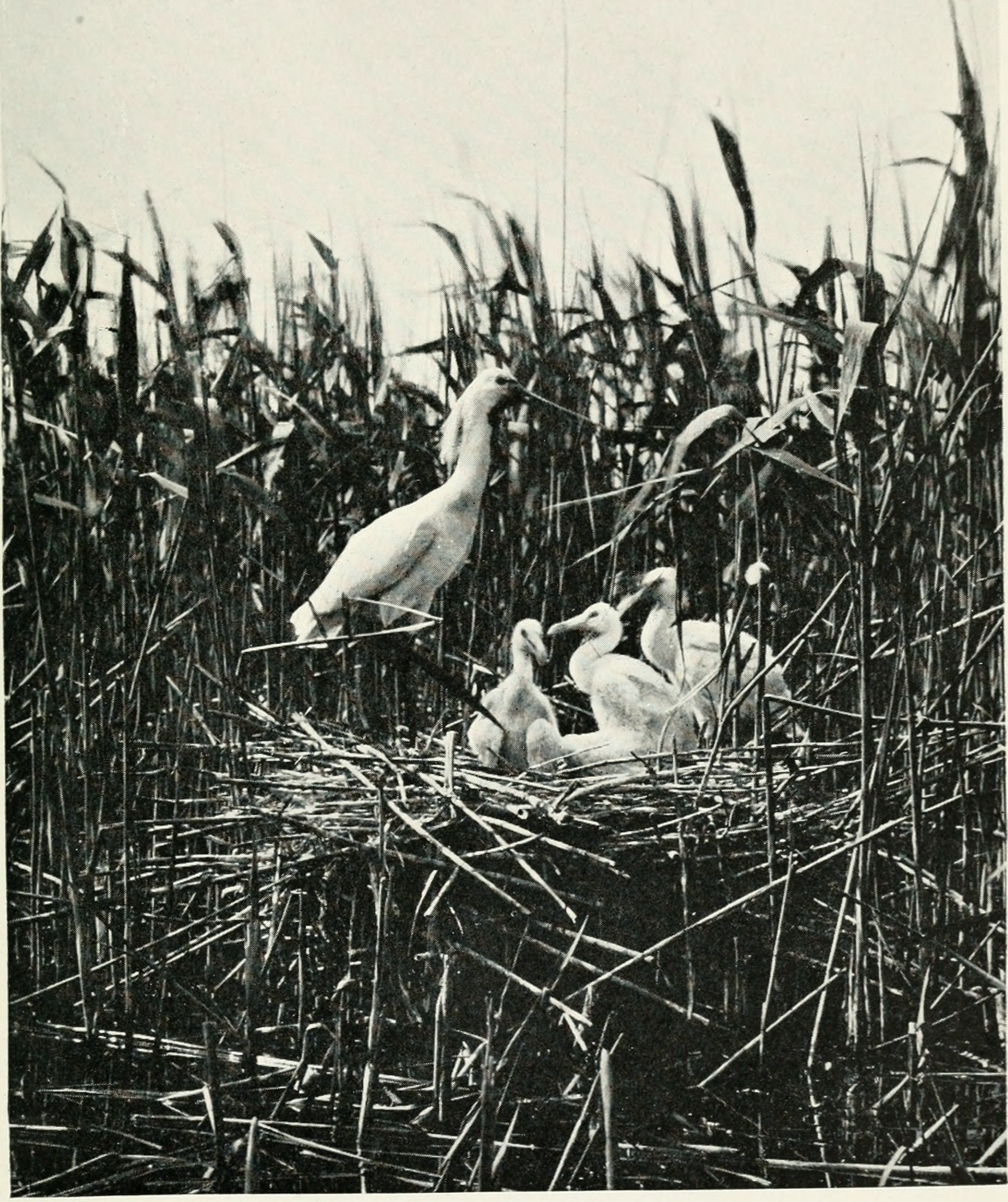
Nid de spatules blanche en Irlande (1912).
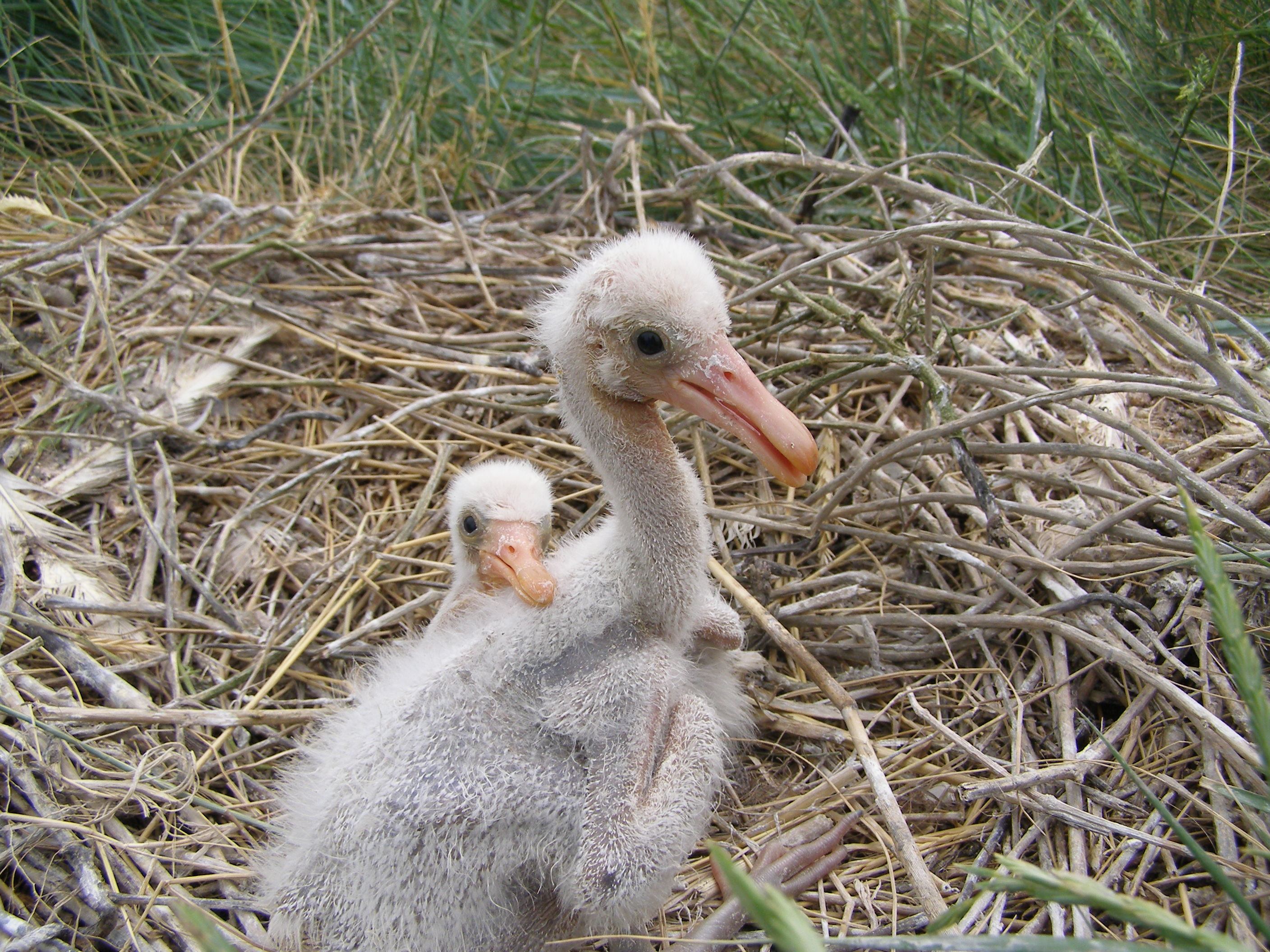
Oisillons, Basse-saxe, Allemagne.
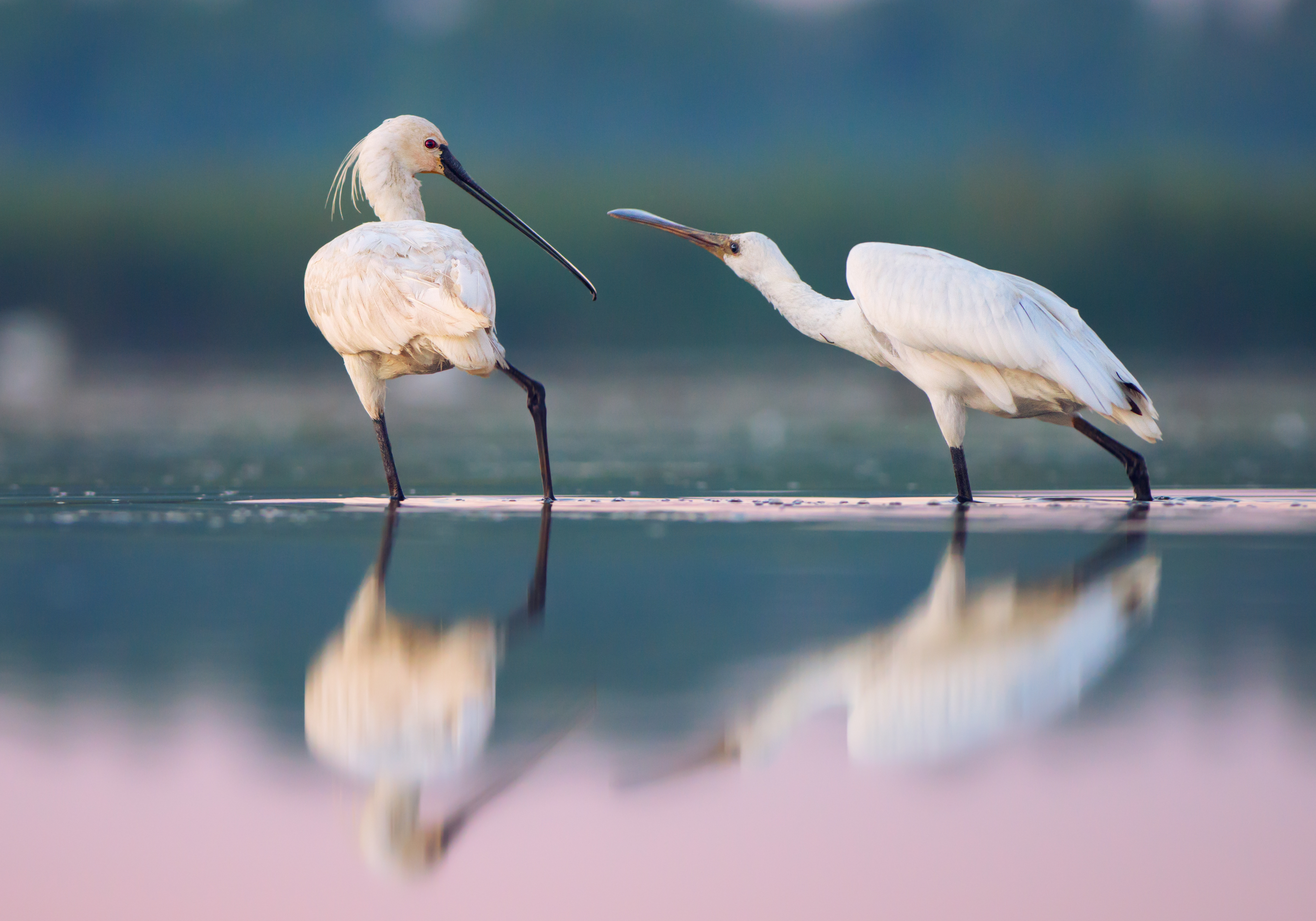
Jeune réclamant de la nourriture, réserve de biosphère du delta du Danube.

## Répartition

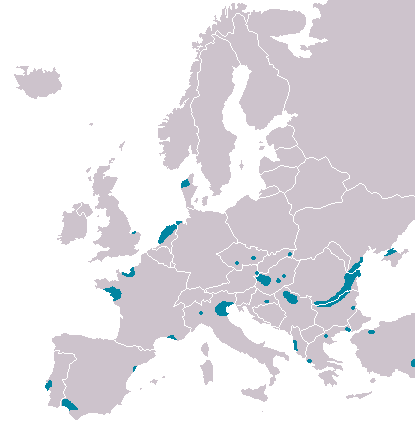
Aire de répartition de la spatule blanche en Europe.

En Europe de l'Ouest, elle se reproduit en Espagne, en France, en Belgique et aux Pays-Bas. En Europe orientale, elle fréquente la réserve naturelle d'Astrakhan qui fait partie du delta de la Volga.

Jusque dans les années 1980, elle était peu commune en dehors du littoral de la Manche et de l'océan Atlantique mais pouvait parfois être aperçue dans le sud de la France.

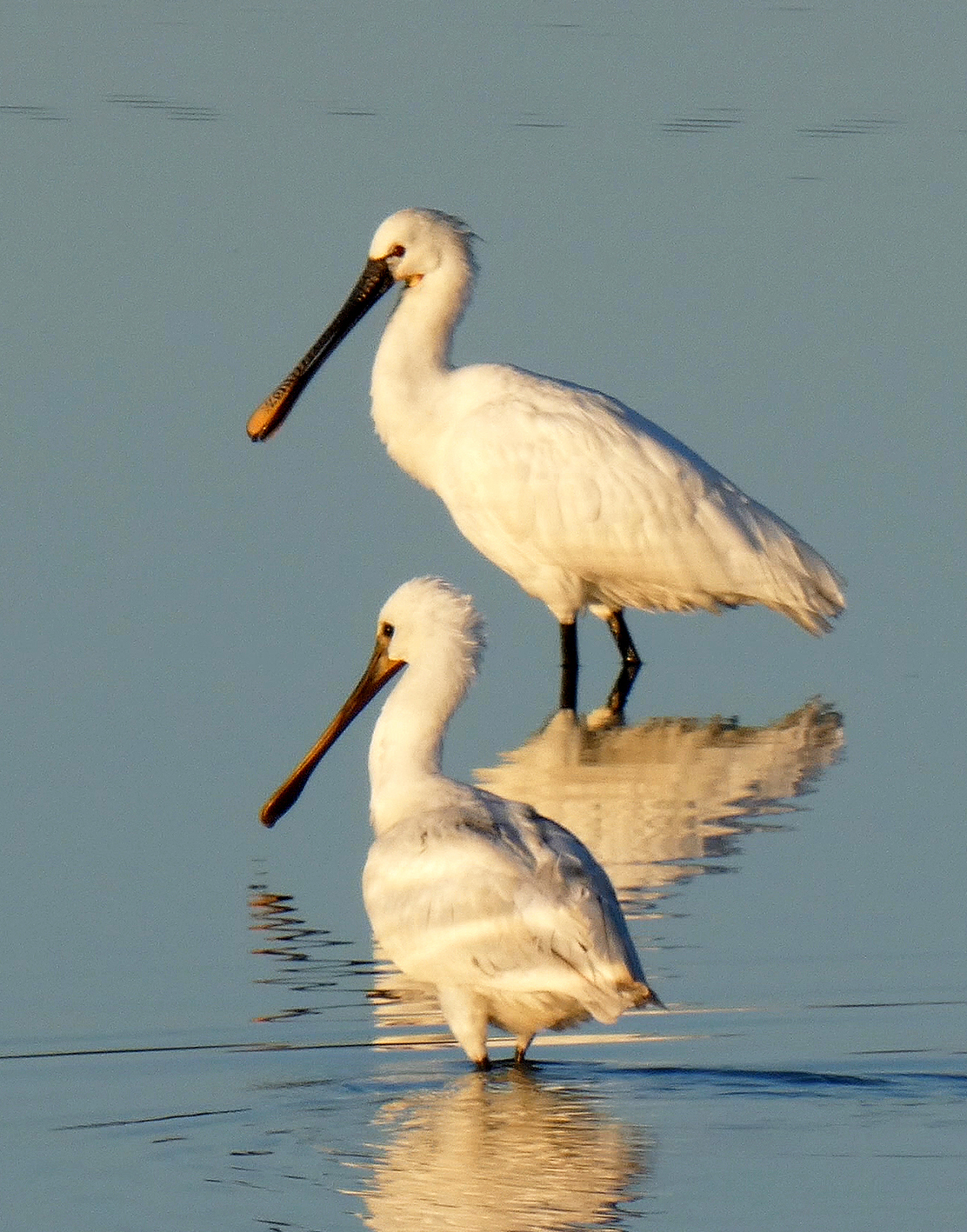
Marais salants de Guérande (France).

Elle niche notamment au lac de Grand-Lieu, en Brière, dans les marais salants de Guérande, la vallée de l'Erdre, les Landes, au parc du Marquenterre et sur le littoral du Pas-de-Calais. Elle est observable sur les bords du grand réservoir de Vioreau (Joué-sur-Erdre) entre fin juillet et début octobre lors du passage migratoire post-nuptial des individus ayant niché en Europe du Nord (Pays-Bas notamment). Depuis 2008, elle se reproduit en Camargue. Elle niche aussi en Afrique du Nord.
La spatule blanche migre et hiverne en Afrique du Nord, en Inde, en Asie du Sud-Est et en Chine.

## Habitat
Cette espèce fréquente les milieux aquatiques ouverts de faible profondeur comme les lagunes ou les roselières, les zones côtières, les lacs et les marais inondés. Elle niche en colonies dans les roseaux, parfois dans les arbres (pins noirs…), les arbustes (saules…) ou à même le sol.

## Sous-espèces
D'après la classification de référence (version 14.1, 2024) de l'Union internationale des ornithologues, la Spatule blanche possède 3 sous-espèces (ordre philogénique) :
- Platalea leucorodia leucorodia (Linnaeus, 1758) : Eurasie ;
- Platalea leucorodia balsaci (Naurois & Roux, 1974) : Arguin et îles avoisinantes (Mauritanie) ;
- Platalea leucorodia archeri (Neumann, 1928) : côtes de la mer Rouge et de la Somalie.

## Statut de conservation
Cette espèce est classée comme vulnérable sur la liste rouge des espèces menacées en France.

## Protection
La Spatule blanche bénéficie d'une protection totale sur le territoire français depuis l'arrêté ministériel du 17 avril 1981 relatif aux oiseaux protégés sur l'ensemble du territoire. Elle est inscrite à l'annexe I de la directive Oiseaux de l'Union européenne. Il est donc interdit de la détruire, la mutiler, la capturer ou l'enlever, de la perturber intentionnellement ou de la naturaliser, ainsi que de détruire ou enlever les œufs et les nids et de détruire, altérer ou dégrader leur milieu. Qu'elle soit vivante ou morte, il est aussi interdit de la transporter, colporter, de l'utiliser, de la détenir, de la vendre ou de l'acheter. Depuis l'arrêté d'octobre 2009, ces interdictions ne s'appliquent plus aux sujets nés et élevés en captivité et identifiés.
Cette espèce est également protégée par la convention de Washington (annexe 2).
L'espèce fait l'objet d'un plan d'action international pour sa conservation.